# Пухівка широколиста

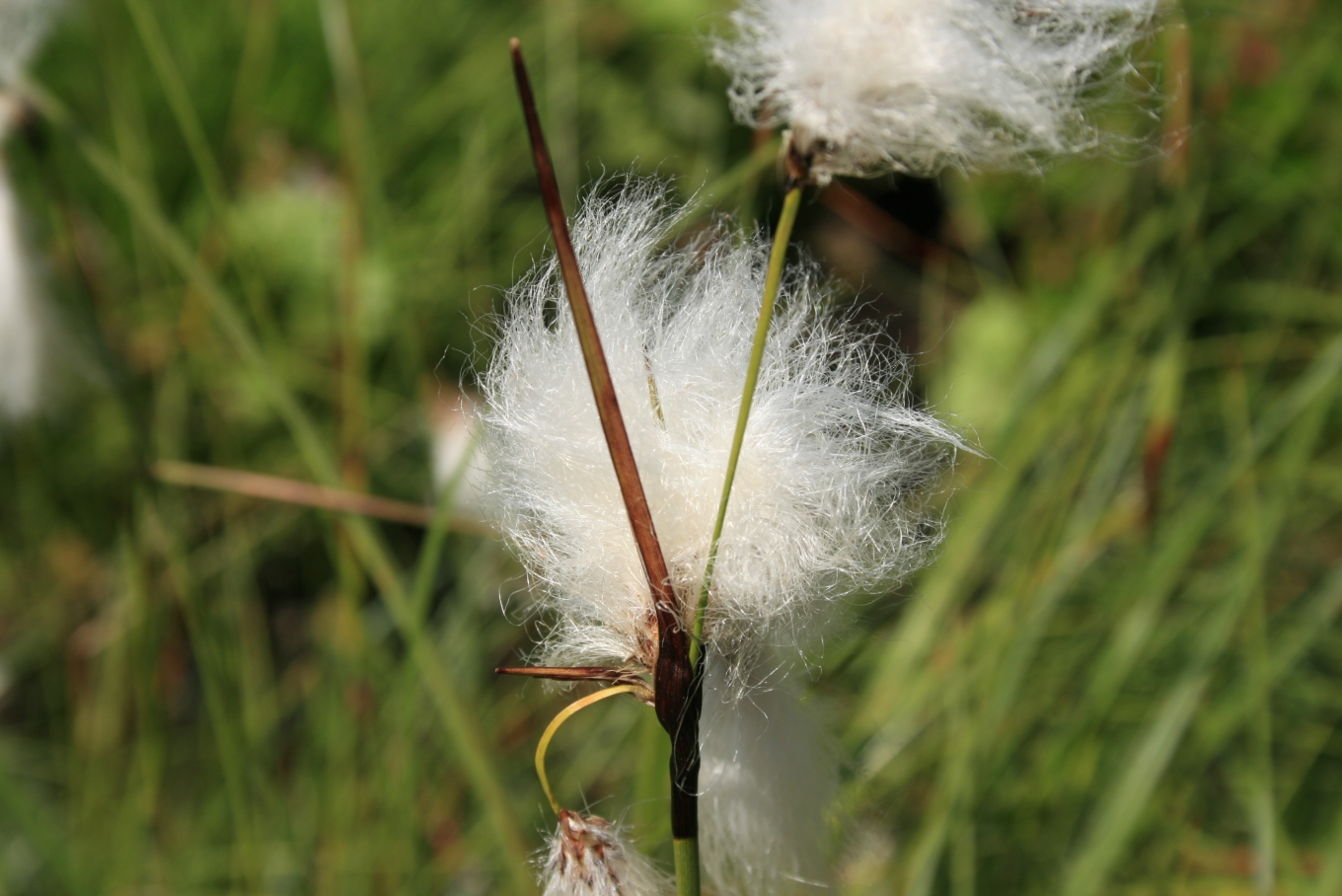
Eriophorum latifolium

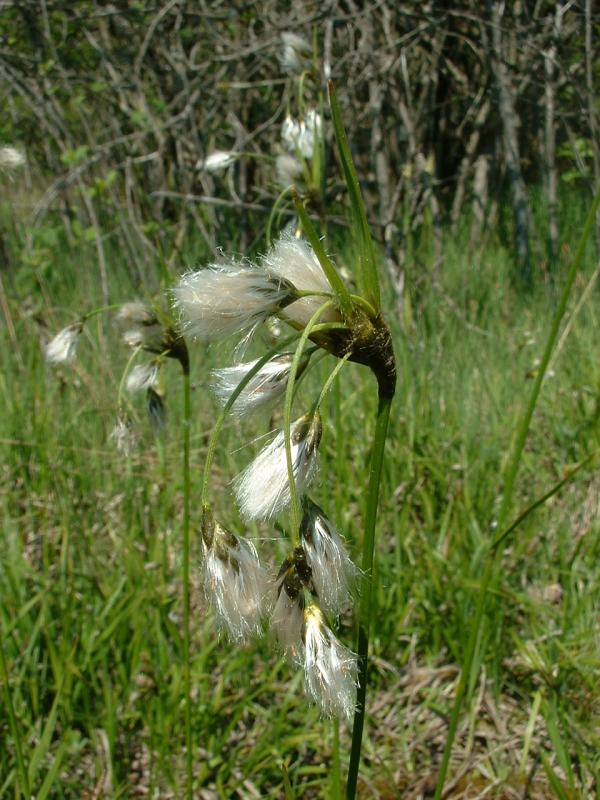

Пухівка широколиста (Eriophorum latifolium) — багаторічна трав'яниста рослина родини осокових. Стебло пряме, тупотригранне, 15—70 см заввишки. Листки лінійно-ланцетні, З—8 мм завширшки, плоскі, трохи кілюваті, на верхівці — три гранні, з піхвами. Квітки двостатеві, в багатоквіткових яйцеподібних, поникаючих після цвітіння колосках (їх 5—12), що утворюють на верхівці стебла зонтикопобідне суцвіття; ніжки колосків округлі або тригранні, шорсткі. Колоскові луски довгасті, зеленаво-чорні, з однією жилкою. Оцвітинні щетинки численні, на, кінці розгалужені, при плодах розростаються і утворюють пучки білих волосків — пухівки. Плід — тригранний горішок. Цвіте у травні — червні.

## Поширення
Пухівка широколиста зустрічається переважно в Карпатах і на Поліссі, в Лісостепу — розсіяно. Росте на осоково-мохових болотах.

## Сировина
Для медичних потреб використовують сушену траву, зібрану в період цвітіння рослини, і пухнасті колоски, які заготовляють у серпні. Рослина неофіціальна.
Хімічний склад пухівки широколистої ще не вивчено. Відомо лише, що в рослині є значна кількість кремнію.

## Фармакологічні властивості і використання
Настій трави вживають як сечогінний і послаблювальний засіб при тривалих запорах і затримці сечі. Чай із пухнастих колосків вважається кровоочисним, потогінним і відхаркувальним засобом. Його п'ють при простудах і кашлі, при проносах, катарах кишок і запаленні м'язів, при ревматизмі, подагрі та шкірних хворобах і використовують для промивання ран.